# 高階隆兼
高階 隆兼（たかしな たかかね、生没年未詳）は、鎌倉時代後期頃に活動した御所絵所の絵師。右近大夫将監。子に高階隆継。

## 経歴
延慶2年（1309年）頃から元徳2年（1330年）頃までの活動が確認でき、後伏見天皇および花園天皇の下で絵師として活動した。
作風は、従来の男絵の持つ線描を受け継いで明晰な画面空間を構成し、人物描写では女絵の濃密な彩色を取り入れ、密度の高い画を作り上げた。これはいわば、12世紀から13世紀にかけての大和絵の集大成といえる。隆兼の登場は、中世大和絵の分水嶺となり、以後の大和絵師たちに大きな影響を与えた。

## 作品
- 「春日権現験記絵」（延慶2年（1309年）、三の丸尚蔵館蔵）
- 「春日明神影向図」（正和元年（1312年）、藤田美術館蔵）
- 日吉社神輿（正和4年（1315年）、後伏見院の寄進による）
- 「愛染明王像」（元亨元年（1321年）、花園天皇の依頼で製作）
- 「加茂祭礼絵巻」（元徳2年（1330年）、藤原為信筆の模本）

## 隆兼の様式による現存作品
- 「石山寺縁起絵巻」全7巻（石山寺蔵、内1、2、3巻が高階隆兼筆という）
- 「玄奘三蔵絵巻」全12巻（藤田美術館蔵）
- 「矢田地蔵縁起絵巻」全2巻（矢田寺蔵）
- 「絵師草紙」（三の丸尚蔵館蔵）
- 「なよたけ物語絵巻」（金刀比羅神社蔵）
- 「駒競行幸絵巻」（静嘉堂文庫美術館・和泉市久保惣記念美術館蔵）